# ییژینا اشتایمارووا
ییژینا اشتایمارووا (چکی: Jiřina Steimarová؛ ‏ ۲۴ ژانویهٔ ۱۹۱۶ – ۷ اکتبر ۲۰۰۷) بازیگر اهل جمهوری چک بود.
از فیلم‌ها یا برنامه‌های تلویزیونی که وی در آن نقش داشته‌است، می‌توان به خلسه اشاره کرد.